# فاطمة بسند خانم
فاطمة بسند خانم (بالتركية: Fatma Pesend Hanım)‏ هي زوجة السلطان العثماني عبد الحميد الثاني. وُلدت في 17 أبريل 1876 في إسطنبول، وتوفيت في 5 نوفمبر 1924 في إسطنبول.

## الأبناء
- خديجة سلطان  [لغات أخرى]‏